# پیز لاگرف
پیز لاگرف (به لاتین: Piz Lagrev) یک کوه در سوئیس است که در کانتون گراوبوندن واقع شده‌است. پیز لاگرف ۳٬۱۶۵ متر بالاتر از سطح دریا واقع شده‌است.